# Aeschropteryx solitaria
Aeschropteryx solitaria är en fjärilsart som beskrevs av W. Warren 1905. Aeschropteryx solitaria ingår i släktet Aeschropteryx och familjen mätare. Inga underarter finns listade i Catalogue of Life.